# Anolis nubilis
Anolis nubilis (редондський аноліс) — вид ігуаноподібних ящірок родини анолісових (Dactyloidae). Ендемік Антигуа і Барбуди.

## Поширення і екологія
Anolis forresti є ендеміками острова Редонда в групі Підвітряних островів. Вони живуть серед дерев, кущів і валунів, ведуть деревний спосіб життя.

## Збереження
МСОП класифікує цей вид як такий, що перебуває на межі зникнення. Anolis nelsoni загрожує знищення природного середовища, пов'язане з перевипасом кіз, а також хижацтво з боку інвазивних щурів та руйнівні урагани.